# Танара, Алессандро
Алессандро Танара (итал. Alessandro Tanara; 14 ноября 1680, Болонья, Папская область — 29 апреля 1754, Рим, Папская область) — итальянский куриальный кардинал. Секретарь Священной Консисторской Конгрегации и секретарь Священной Коллегии кардиналов с 24 июля 1730 по 18 февраля 1735. Секретарь Священной Конгрегации Пропаганды Веры с 18 февраля 1735 по 9 сентября 1743. Кардинал-дьякон с 9 сентября 1743, с титулярной диаконией Санта-Мария-ин-Аквиро с 23 сентября 1743. 